# Desde allá
Desde allá és una pel·lícula dramàtica veneçolana dirigida per Lorenzo Vigas. Va guanyar el Lleó d'Or al 72a Mostra Internacional de Cinema de Venècia i altres premis, com el de millor pel·lícula i millor adreça de l'edició número 49 del Festival Internacional de Cinema de Viña del Mar (FICVIÑA), a Xile, el 10 de setembre de 2016.
La pel·lícula ha estat titulada com Los amantes de Caracas en alguns països.

## Argument
La pel·lícula tracta sobre un protèsic dental de mitjana edat que contracta nois perquè es despullin al seu apartament mentre es masturba. Aquest home acaba obsessionat amb un d'ells, un pandiller anomenat Élder.

## Repartiment
- Alfredo Castro - Armando
- Luis Silva - Élder
- Jericó Montilla - Amelia
- Catherina Cardozo - María
- Jorge Luis Bosque - Fernando
- Greymer Acosta - Palma
- Auffer Camacho - Mermelada

## Producció
La pel·lícula és protagonitzada per l'actor xilè Alfredo Castro i el jove actor veneçolà Luis Alejandro Silva, en el seu primer paper protagonista (Silva havia actuat a La hora cero, 2011, de Diego Velasco, en la que va interpretar al delinqüent La Parca de jove, i a La distancia más larga, 2013, de Claudia Pinto, en la qual de nou va encarnar a un delinqüent).
El Centre Nacional Autònom de Cinematografia (CNAC) va anunciar la candidatura de Desde allà en la categoria de millor pel·lícula iberoamericana dels Premis Goya 2017 i també la seva postulació per a participar en l'apartat de millor pel·lícula estrangera als premis Oscar 2017.

## Premis i nominacions
La pel·lícula ha rebut els següents premis i nominacions:
| Premi                                             | Categoria                                | Receptor                                                        | Resultat  | Ref(s) |
| ------------------------------------------------- | ---------------------------------------- | --------------------------------------------------------------- | --------- | ------ |
| Festival del American Film Institute              | Premi de l'Audiència als Nous Autors     | Lorenzo Vigas                                                   | Nominat   |        |
| Festival de Cinema de Biarritz                    | Millor Actor                             | Luis Silva                                                      | Guanyador |        |
| Festival de Cinema de Glasgow                     | Premi de l'Audiència                     | Lorenzo Vigas                                                   | Nominat   |        |
| XXXI Premis Goya                                  | Millor pel·lícula iberoamericana         | Lorenzo Vigas                                                   | Nominat   |        |
| Festival de Cinema de l'Havana                    | Millor Pel·lícula                        | Lorenzo Vigas                                                   | Guanyador |        |
| Festival de Cinema de Lima                        | Més ben Director                         | Lorenzo Vigas                                                   | Guanyador |        |
| Festival Internacional de Cinema de Mar del Plata | Millor Pel·lícula Llatinoamericana       | Lorenzo Vigas                                                   | Nominat   |        |
| Festival Internacional de Cinema de Miami         | Millor Guió                              | Lorenzo Vigas                                                   | Guanyador |        |
| Festival de Cinema de Montclair                   | Competència de Llargmetratge Narratiu    | Lorenzo Vigas                                                   | Nominat   |        |
| Festival de Cinema de Múnic                       | Millor Pel·lícula d'un Director Emergent | Lorenzo Vigas                                                   | Nominat   |        |
| Premis Platino                                    | Millor Interpretació Masculina           | Alfredo Castro                                                  | Nominat   | [ 5 ]  |
| Premis Platino                                    | Millor Òpera Prima de Ficció             | Lorenzo Vigas                                                   | Nominat   | [ 5 ]  |
| Premis Platino                                    | Millor Adreça de Muntatge                | Isabela Monteiro de Castro                                      | Nominat   | [ 5 ]  |
| Premis Platino                                    | Millor Direcció de So                    | Waldir Xavier                                                   | Nominat   | [ 5 ]  |
| Premi Iberoamericà de Cinema Fènix                | Millor Actor                             | Alfredo Castro                                                  | Nominat   |        |
| Premi Iberoamericà de Cinema Fènix                | Millor Edició                            | Isabela Monteiro de Castro                                      | Nominat   |        |
| Premi Iberoamericà de Cinema Fènix                | Millor Guió                              | Lorenzo Vigas                                                   | Nominat   |        |
| Premi Iberoamericà de Cinema Fènix                | Millor Pel·lícula                        | Lorenzo Vigas                                                   | Nominat   |        |
| Festival Internacional de Cinema de San Francisco | Millor Director Novell                   | Lorenzo Vigas                                                   | Nominat   |        |
| Festival Internacional de Cinema de Sant Sebastià | Esment Especial                          | Luis Silva                                                      | Guanyador |        |
| Festival Internacional de Cinema de Sant Sebastià | Premi Horitzons                          | Lorenzo Vigas                                                   | Nominat   |        |
| Festival Internacional de Cinema de Salònica      | Millor Actor                             | Alfredo Castro                                                  | Guanyador |        |
| Festival Internacional de Cinema de Salònica      | Millor Guió                              | Lorenzo Vigas                                                   | Guanyador |        |
| Festival Internacional de Cinema de Salònica      | Alexandre d'Or                           | Lorenzo Vigas                                                   | Nominat   |        |
| 72a Mostra Internacional de Cinema de Venècia     | Lleó d'Or                                | Lorenzo Vigas                                                   | Guanyador | [ 6 ]  |
| 72a Mostra Internacional de Cinema de Venècia     | Gree Drop Award                          | Lorenzo Vigas                                                   | Nominat   |        |
| Festival de Cinema de Zagreb                      | Cotxe d'Or a la Millor Pel·lícula        | Lorenzo Vigas Factor RH Producciones Malandro Films Lucia Films | Nominat   |        |
| Festival Internacional de Cinema de Viña del Mar  | Millor Pel·lícula                        | Lorenzo Vigas                                                   | Guanyador |        |
| Festival Internacional de Cinema de Viña del Mar  | Millor Director                          | Lorenzo Vigas                                                   | Guanyador |        |